# Famille Zorzi
La famille Zorzi (traduction de « Giorgi » en dialecte vénitien) est une des vingt-quatre plus anciennes familles nobles de la république de Venise. Elle est inscrite dans les « case vecchie » du Livre de la noblesse de la Sérénissime.

## Histoire
L'existence de cette famille est documentée depuis le Xe siècle. Elle est toujours représentée aujourd'hui. Elle est originaire d'Allemagne et arriva à Venise par Pavie.

## Armes

Blasonnement : d'argent à la fasce de gueules.

## Personnalités
- Pappon fit la conquête de l'île de Curzola au XIe siècle et en porta le titre de comte; l'île devint plus tard propriété du Sénat, à la suite de quoi les Zorzi obtinrent en échange un fief et comté au Frioul.
- Pietro fut en 1290 général et conquit Rhodes pour Simeon Gaule ;
- Marino Zorzi, (ca. 1231-1312), 50e doge de Venise élu en 1311 ;
- Francesco Zorzi, (1466-1540), théologien, philosophe et kabbaliste, dit aussi « Francesco Giorgio Veneto »
- Pietro Antonio Zorzi, (1745-1803), cardinal italien du XIXe siècle
- Alessandro Zorzi, (1747-1779), jésuite italien.

## Demeures
- Palais Zorzi Galeoni
- Palais Zorzi Bon
- Palais Zorzi Liassidi
- Palais Secco Zorzi
- Palais Correr Contarini Zorzi à Cannaregio

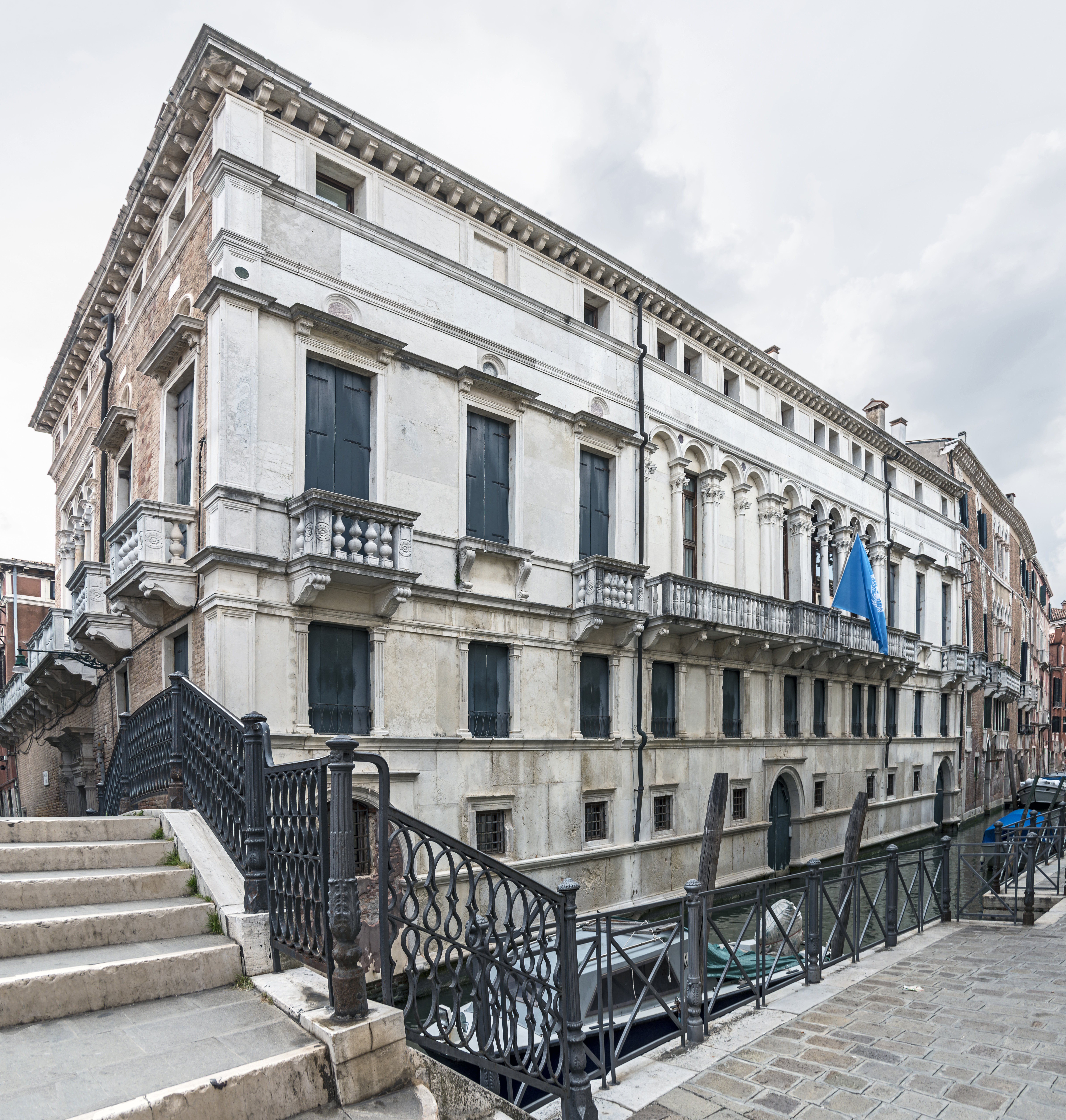
Le Palais Zorzi Galeoni
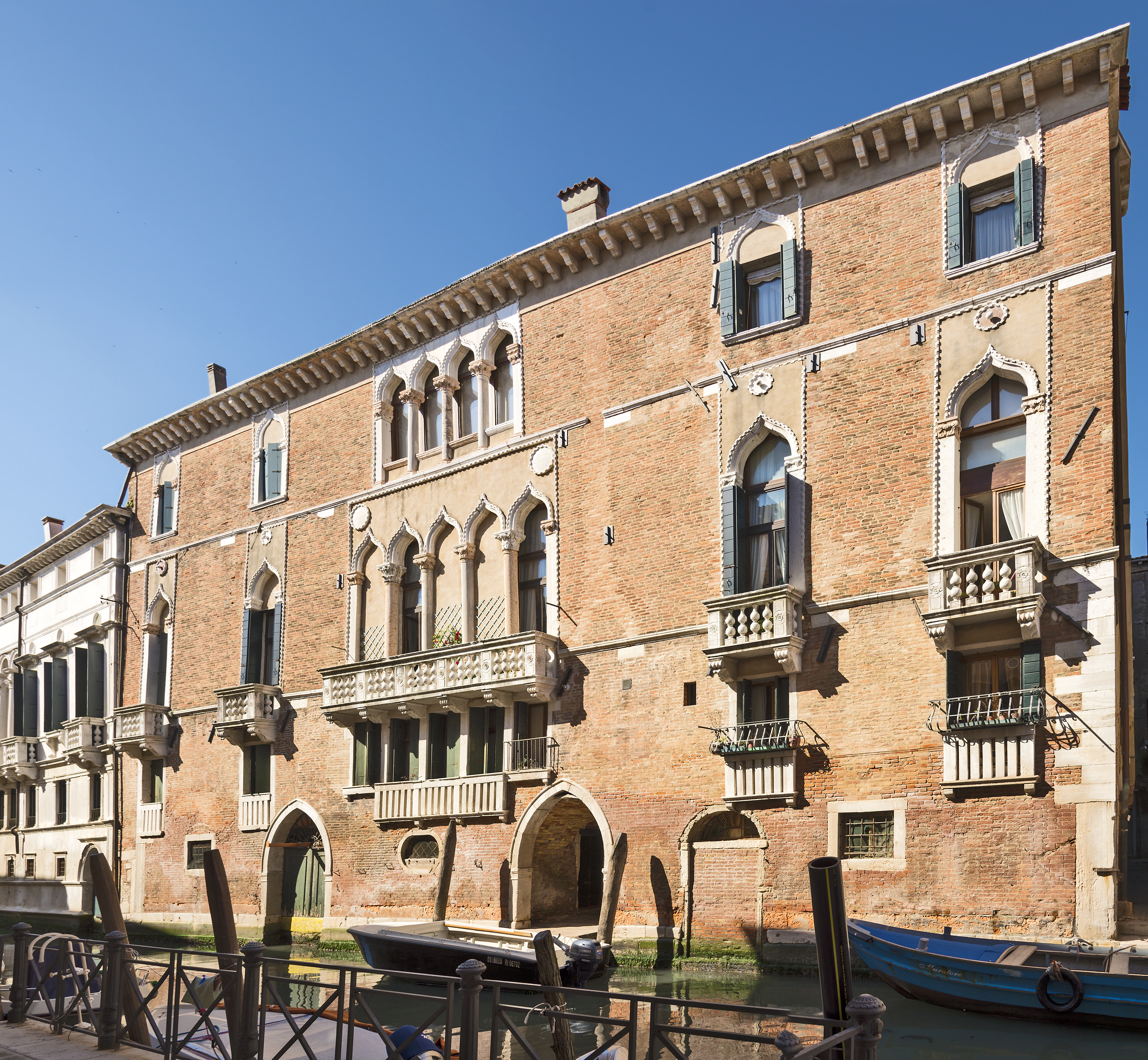
Le palais Zorzi Bon
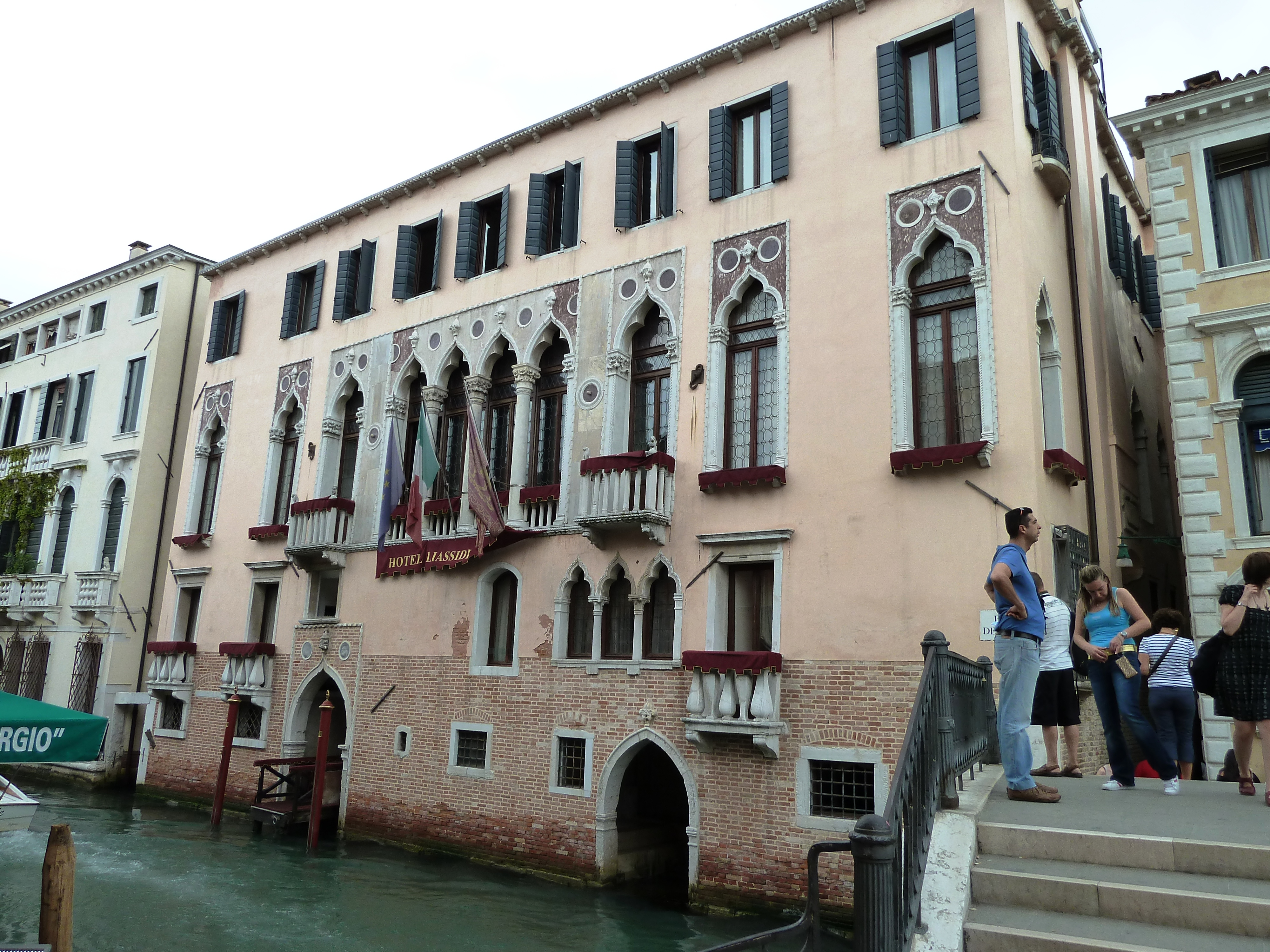
Le palais Zorzi-Liassidi
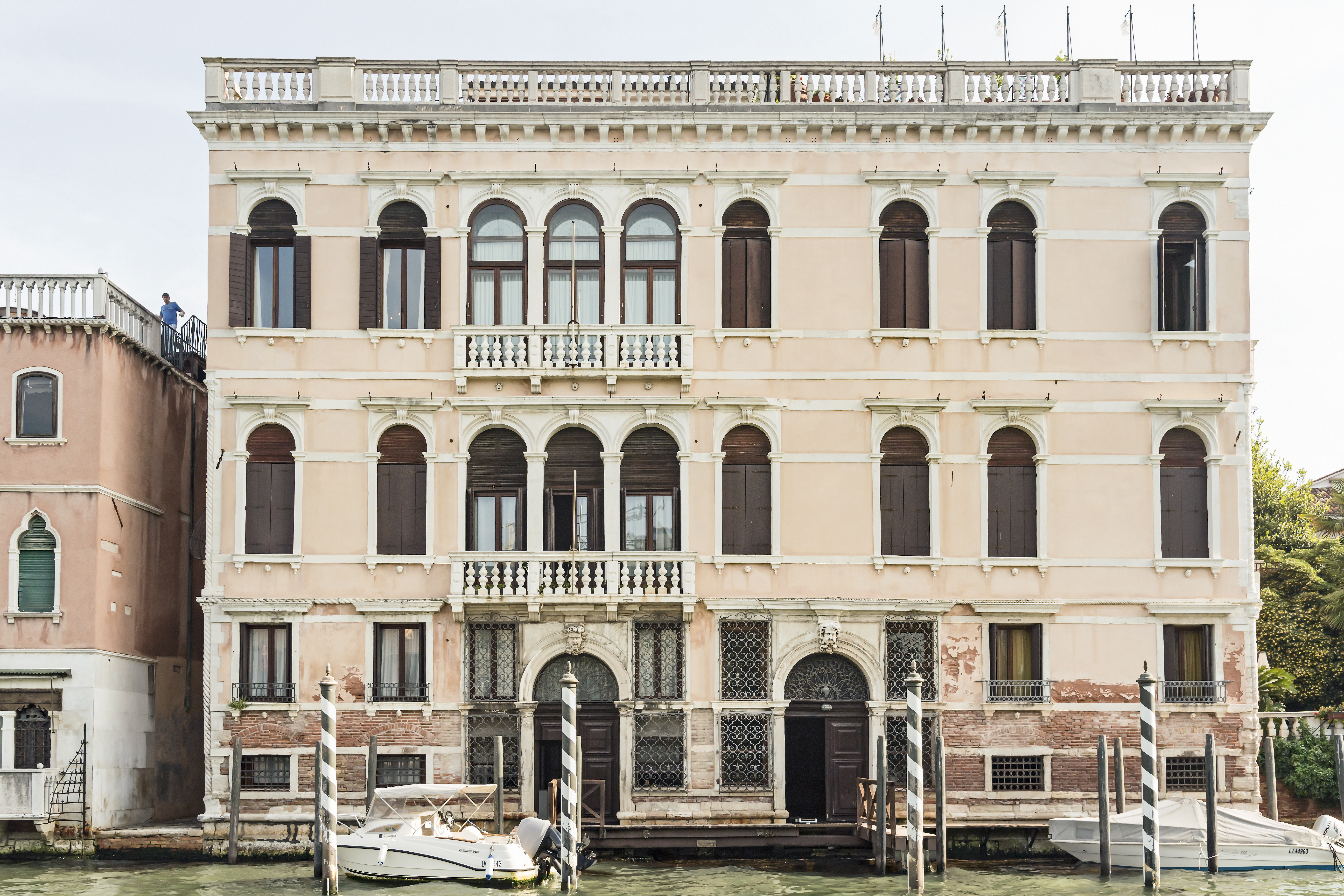
Palais Correr Contarini Zorzi